# Dmitri Manouïlski
Dmitri Zakharovitch Manouïlski (en russe : Дмитрий Захарович Мануильский), né en 1883 à Kremenets (actuelle Ukraine) et décédé en 1959 à Kiev, est un militant communiste russe qui exerça une influence importante dans l'Internationale communiste (Komintern) dans les années 1920 et 1930.

## Biographie
Ancien étudiant de la Sorbonne, militant bolchévique en 1905-1906, partisan du boycott de la Douma, il gagna la Suisse où il soigna sa tuberculose. Pendant la Première Guerre mondiale, il contribua avec Trotski au journal internationaliste Nache Slovo dans lequel il écrivait sous le nom de Bezrabotny (« sans-travail » en russe). En 1917, Manouïlski rejoignit Petrograd où il milita dans l'organisation interrayons (qui cherchait à réconcilier les anciennes tendances bolcheviques et mencheviques du Parti ouvrier social-démocrate de Russie), dont était aussi membre Trotski, avant d'adhérer au parti bolchévique en même temps que ce dernier. Sa première mission en France eut lieu en 1919.
Commissaire du peuple à l'agriculture en Ukraine en 1920, il prépara avec Christian Rakovsky une nouvelle loi agraire plus conforme aux aspirations des paysans que les premières mesures prises par les bolcheviks l'année précédente, déclarant lors de la huitième conférence du Parti communiste russe au sujet de la mauvaise tournure prise par la guerre civile en Ukraine en 1919 : « Nous n'avons pas été battus sur un plan militaire et stratégique : nous avons été battus parce que le front des moujiks a dirigé toute sa force contre nous pendant cet été-là ».
Manouïlski se distingua par la suite au sein du Komintern où il suivit notamment la Section française de l'internationale communiste. Il se rendit plusieurs fois en France entre 1922 et 1931. C'est notamment lui qui contribue à l'éviction d'Albert Treint et son remplacement par Pierre Semard en 1926, conduisant à l'abandon de la ligne sectaire ultra-gauchiste au profit du front unique et du parlementarisme. C'est aussi lui qui impulsera, avec Eugen Fried, la réorientation de la ligne du Parti en 1930-1931 pour tenter de limiter les effets délétères de la politique gauchiste du Komintern.
À partir de 1930, il fut l'un des principaux dirigeants sinon le principal du Komintern et y conserva un rôle de première importance, même lorsque Dimitrov en fut nommé secrétaire général, en 1935. Il y relaya activement la politique de Staline, défendant, à partir de 1929, la théorie du « social-fascisme » qui amena les communistes allemands à refuser de s'allier aux sociaux-démocrates pour combattre les nazis, puis le front populaire.
En 1943, Manouïlski apposa son nom au bas de l'acte de dissolution de la Troisième Internationale. En 1950, il cessa de faire partie du Comité central du PCUS. Il décéda en 1959.

## Sources
- Philippe Robrieux, Histoire intérieure du parti communiste, T1 et T4, Fayard, 1980-1984.

## Liens
- Internationale communiste
- Histoire du Parti communiste français
- Histoire du communisme